# Южна и Източна Сърбия
Вижте пояснителната страница за други значения на Подунавие.
Южна и Източна Сърбия е нов статистически район в Сърбия според „Номенклатурата за статистически териториални единици“ (NUTS, от френски: Nomenclature des unités territoriales statistiques) на Евростат – статистическата агенция на Евросъюза.
Създаден е въз основа на Закона за регионалното развитие (на сръбски: Закон о регионалном развоjу) обнародван в „Държавен вестник“ на Република Сърбия (в. „Службени гласник РС“) в №51 от 2009 г., чрез който са образувани 7 статистически региона на ниво NUTS 2, включително Южна Сърбия и Източна Сърбия.
Законът е допълнен и изменен през 2010 г. (обнародван в „Държавен вестник“ на РС в №30/2010), чрез който районите на ниво NUTS 2 чрез сливане стават 5, вместо 7, поради статистически изисквания за минимален брой на население в отделен район от това ниво. Така районите Южна Сърбия и Източна Сърбия се сливат в общ статистически район Южна и Източна Сърбия.
Двете зони от NUTS-1 (Сърбия – север, Сърбия – юг), както и шестте района за планиране NUTS-2, не представляват административно-териториални единици, а служат за статистически цели.

## Демография
| Етнически състав на статистическия район Южна и Източна Сърбия според Преброяването на населението в Сърбия от 2011 година | Етнически състав на статистическия район Южна и Източна Сърбия според Преброяването на населението в Сърбия от 2011 година | Етнически състав на статистическия район Южна и Източна Сърбия според Преброяването на населението в Сърбия от 2011 година | Етнически състав на статистическия район Южна и Източна Сърбия според Преброяването на населението в Сърбия от 2011 година | Етнически състав на статистическия район Южна и Източна Сърбия според Преброяването на населението в Сърбия от 2011 година |
| --- | --- | --- | --- | --- |
| Общо | Общо | | 1 563 916 | 100% |
| Сърби | Сърби | | 1 393 673 | 89,11% |
| Роми | Роми | | 57 239 | 3,66% |
| Власи | Власи | | 32 873 | 2,10% |
| Българи | Българи | | 15 501 | 0,99% |
| Македонци | Македонци | | 3539 | 0,23% |

| Прираст на населението (2002 – 2011) | Прираст на населението (2002 – 2011) | Прираст на населението (2002 – 2011) | Прираст на населението (2002 – 2011) |
| ------------------------------------ | ------------------------------------ | ------------------------------------ | ------------------------------------ |
| Население                            | Население                            | Абсолютен прираст 2002 – 2011        | Индекс 2002=100                      |
| 2011                                 | 2002                                 |                                      |                                      |
| 1 563 916                            | 1 753 004                            | – 189 088                            | 89,21                                |

## Исторически контекст
През античността Ниш е главен град на римската провинция Горна Мизия. През Средновековието Ниш е регионален административен център по време на владението на региона от Първата българска държава, Византия, Втората българска държава, както и главен град на Нишкия пашалък (от 1791 до 1878 г.) в Османската империя. През 1878 година цялото Поморавие е присъединено към Княжество Сърбия. През Първата световна война (от 1915 до 1918 г.) на територията е образувана българската Моравска област, а от 1929 до 1941 година съществува Моравска бановина, които са все с главен град Ниш.

## Федерализация на Сърбия
Идеята за федерализация на Сърбия не е нова. Тя е в обращение от времето на първото въстание в Белградския пашалък в началото на 19 век. В момента, макар и фрагментарно, тя се споделя дори от минаващия за сръбски националист, бивш сръбски премиер и лидер на Демократическата партия на Сърбия Воислав Кощуница. Според Кощуница реализирането на идеята ще спаси целостта на Сърбия, като същевременно би способствало за нейната демократизация и евроинтеграция.
Идеята за преформулиране на Кралство Югославия посредством федерализация на държавата е стара и реализирана. Тя възниква след трагичния за България Ньойския договор, в отговор на засиления процес на сърбизация на населението в Кралството на сърби, хървати и словенци, в което на българите е отказано правото да бъдат държавотворен народ чрез самоопределение.
Сред сръбското общество и интелигенция битуват мнения, че процесът на разпад на бивша Югославия не е завършил след обявяване независимостта на Косово на 17 февруари 2008 година . Още през 1998 година тогавашният премиер на България Иван Костов лансира стратегическата идея за федерализация на все още съществуващата Съюзна република Югославия. Идеята не се приема на международен форум по проблемите на Югославия в Будапеща.
Предложението на българския премиер е в Сърбия да се обособят 6 автономни региона (колкото предлагат и Демократическата партия на Сърбия и Коалиция Шумадия): Косово; Санджак; Шумадия; Белградска област; Югоизточна Сърбия; Войводина. То се различава от сръбската идея само по замяната на Подринието с областта Санджак. Обявяването на независимостта на Косово през 2008 година доказва състоятелността и своевременността на българското предложение отпреди 10 години.